# Roy-Boissy
Roy-Boissy è un comune francese di 338 abitanti situato nel dipartimento dell'Oise della regione dell'Alta Francia.

## Società

### Evoluzione demografica
Abitanti censiti